# Old Dominion
Old Dominion è un gruppo musicale statunitense formatosi nel 2007. È costituito dai musicisti Matthew Ramsey, Trevor Rosen, Whit Sellers, Geoff Sprung e Brad Tursi.

## Storia del gruppo
Meat and Candy (2015), primo album in studio, ha esordito al 16º posto della Billboard 200 e ha venduto oltre un milione di unità equivalenti, venendo certificato platino dalla Recording Industry Association of America. All'LP ha fatto seguito Happy Endings (2017), classificatosi 7º e certificato oro.
L'album eponimo (2019) è stato il secondo del gruppo a raggiungere la top ten statunitense, finendo alla 9ª posizione. A circa due anni di distanza viene reso disponibile per il consumo Time, Tequila & Therapy, il quarto disco a entrare la top 30 nazionale.
Memory Lane ha fatto l'entrata in classifica alla 56ª posizione. La RIAA ha assegnato al gruppo venti dischi di platino, equivalenti a 20 milioni di unità certificate in singoli.

## Formazione
- Matthew Ramsey
- Trevor Rosen
- Whit Sellers
- Geoff Sprung
- Brad Tursi

## Discografia

### Album in studio
- 2015 – Meat and Candy
- 2017 – Happy Endings
- 2019 – Old Dominion
- 2021 – Time, Tequila & Therapy
- 2023 – Memory Lane

### Singoli
- 2014 – Shut Me Up
- 2018 – Written in the Sand
- 2019 – Make It Sweet
- 2021 – I Was on a Boat That Day
- 2022 – Beer With My Friends (con Kenny Chesney)
- 2023 – Memory Lane
- 2023 – I Should Have Married You
- 2024 – Coming Home